# Union personnelle de Saxe-Pologne
1697–1763
Entités précédentes :
- République des Deux Nations
- Électorat de Saxe

Entités suivantes :
- République des Deux Nations
- Électorat de Saxe

L'union personnelle entre la Pologne et la Saxe, ou Saxe-Pologne, a existé de 1697 à 1706 et de 1709 à 1763 sous le règne de deux souverains de la maison de Wettin. Après la mort d'Auguste III de Pologne en 1763, l'union personnelle expire ; le tuteur du prince-électeur saxon Frédéric-Auguste III (1750-1827), encore mineur, ayant renoncé à ses prétentions au trône, et l'impératrice russe Catherine la Grande ayant fait élire roi son favori Stanislas II Auguste Poniatowski. En Pologne, la période où les souverains Wettin occupaient le trône de Pologne est appelée la « période saxonne » (czasy saskie) ; elle demeure dans les mémoires polonaises comme ayant été particulièrement chaotique.
Cette période fut la première depuis la conquête de la marche de Misnie par Boleslas Ier le Vaillant que la Pologne et la Saxe furent politiquement liées.

## Territoire
L'union de Saxe-Pologne était composée des territoires de la Pologne-Lituanie et de l'électorat de Saxe.
En raison des destructions provoquées par l'éprouvante Grande Guerre du Nord, la République des Deux Nations (Pologne-lituanie) était un pays sans administration étatique, avec une économie sous-développée, des recettes fiscales insuffisantes et une armée qui n'était ni qualitativement ni numériquement prête pour les besoins de l'époque. La Pologne-Lituanie était riche en matières premières et était donc intéressante pour la Saxe, puissance mercantile. En Pologne, les fonctionnaires polonais, l'armée de la Couronne polonaise et le trésor public étaient subordonnés au Sejm (parlement), dont la politique était déterminée par les puissantes familles de magnats et la Szlachta (noblesse). Le penchant de cette dernière pour la formation de confédérations transformait le royaume en véritable poudrière ; le parlement étant incapable d'agir en raison des intérêts privés (principe dit du Liberum veto) ; la couronne elle-même ne disposait que de revenus limités, qui étaient subordonnés au trésorier de la couronne Jan Jerzy Przebendowski. En d'autres termes, en Pologne, le souverain était pour ainsi dire subordonné aux propriétaires terriens.
L'électorat de Saxe était quant à lui doté d'une industrie et d'un artisanat très développés. Grâce à son territoire compact mais relativement étendu pour les standards des principautés impériales, il était considéré comme une structure étatique puissante au sein du Saint-Empire romain germanique. À la fin du XVIIe siècle, la Saxe était encore supérieure au Brandebourg-Prusse en matière de développement interne ; mais elle dut finalement céder au Brandebourg le rôle de chef de file protestant au sein du Saint-Empire romain germanique dans les décennies suivantes.

## Couronnement de l'Électeur Frédéric AugusteIerroi de Pologne

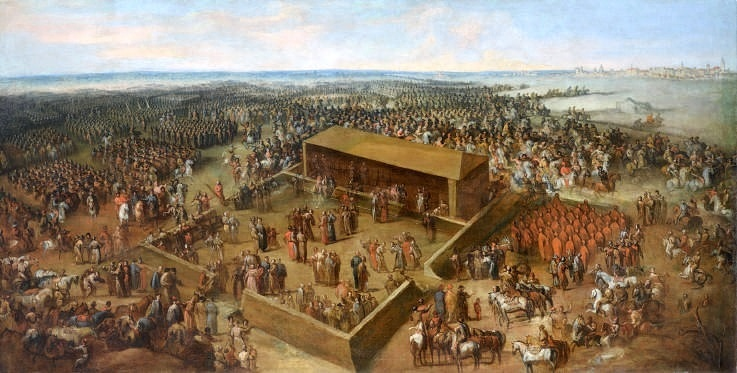
Tableau de 1790 (Jean-Pierre Norblin de La Gourdaine) représentant l'élection libre de 1697.

L'un des moteurs principaux de la volonté d'accession à la dignité royale des Wettin était le désir de souveraineté politique : l'emprise de la dynastie des Habsbourg dans le Saint-Empire était écrasante et seule l'accession à un trône étranger permettrait de prévenir la perte de rang et de dignité de l'Électeur de Saxe. En d'autres termes, l'acquisition de la couronne royale polonaise représentait une question de prestige de premier ordre pour l'électeur Frédéric-Auguste Ier, car seule une couronne royale permettait à un prince allemand d'être accepté par les puissances européennes comme un égal.
La monarchie polonaise était élective, et les différents candidats aux trônes se présentaient à des élections dites « libres », dont l'électorat était composé de la noblesse polonaise. Lors de l'élection libre de 1697, l'ambassadeur de Saxe à Varsovie, Jacob Heinrich von Flemming, avait réussi à fragmenter complètement la concurrence en présentant de nouveaux candidats. Les efforts du neveu du pape Innocent XI, le prince Livio Odescalchi, duc de Bracciano et Ceri, de Jacques-Louis-Henri Sobieski, fils de l'ancien roi Jean III Sobieski, de Jean-Guillaume de Neubourg-Wittelsbach, électeur palatin, de Louis Guillaume, margrave de Bade-Bade, de Maximilien II Emmanuel, électeur de Bavière, et de douze autres candidats furent donc vains. François-Louis, prince de Conti, venu de France pour l'élection royale, réussit tout de même à recueillir un nombre de voix plus important qu'Auguste ; mais il dut renoncer à la dignité royale, contraint par les troupes saxonnes.
Après les pots-de-vin habituels, l'électeur Auguste le Fort fut donc couronné roi sous le nom d'Auguste II, à Cracovie, le 15 septembre 1697.

## Situation de départ

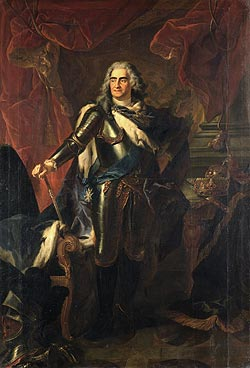
Auguste II le Fort (peintre inconnu).

Après le couronnement d'Auguste II, des opportunités avantageuses se présentèrent pour les deux camps. Les deux parties se sentaient menacées par la Prusse et ses ambitions territoriales. L'union des forces des deux pays permit d'écarter temporairement ce danger. Les armées suédoises et russes étaient elles aussi bien supérieures aux armées saxonnes et polonaises.
Malgré les avantages qu'elle pouvait déjà retirer de l'union personnelle, à l'instar d'une bonification du rang diplomatique de son souverain et un poids plus important dans les négociations diplomatiques, la Saxe ne se contenta pas de remporter la couronne royale polonaise. Au lieu de cela, elle exigeait la mise à disposition du potentiel polonais pour la cour de Dresde, ce tant sur le plan financier que militaire. Cependant, la réalité du pouvoir et la faiblesse constitutionnellement définie des rois élus polonais signifiaient que l'électorat de Saxe ne pouvait espérer profiter de la connexion avec la Pologne que s'il parvenait à acquérir un pont terrestre entre les deux pays. Cet espoir fut anéanti avec l'annexion de la Silésie par la Prusse après 1740. Tant que les communications, le trafic de marchandises et les mouvements de troupes dépendaient du bon vouloir des Habsbourg ou du Brandebourg-Prusse, la Saxe-Pologne ne pouvait être considérée comme une grande puissance. L'idée d'une véritable union entre ces territoires était certes utopique en tant que telle, mais les acteurs politiques considéraient toujours comme possible une certaine unification des deux parties dans les domaines administratif, militaire, économique et financier ; à l'image des différents pays constituants de l'Empire des Habsbourg. Les deux territoires se complétaient entre autres dans le domaine économique ; considérons par exemple la richesse en matières premières de la Pologne et l'économie manufacturière de la Saxe.

## Histoire
Après l'occupation de la Saxe par les Suédois (en) lors de la grande guerre du Nord, le roi Auguste II est contraint par le traité d'Altranstädt de 1706 à renoncer au titre royal polonais et à reconnaître les prétentions de trône Stanislas Ier Leszczynski, soutenu par la Suède, sur le trône de Pologne. Après la défaite suédoise à la bataille de Poltava en 1709, l'électeur saxon peut enfin remonter sur le trône. Après avoir récupéré la couronne royale, le roi Auguste II cherche à renverser la Diète par un coup d'État. Ses représentants demandent la fusion de l'armée saxonne avec l'armée de la Couronne polonaise. Les forteresses polonaises avaient été occupées et des arrestations avaient eu lieu dès 1713. Cette action, analysée à juste titre comme le premier pas vers l'instauration d'une monarchie héréditaire absolutiste en Pologne, provoque le soulèvement de la Confédération de Tarnogród (en) en 1715/16, dirigée par Stanisław Ledóchowski et Jan Klemens Branicki, qui mit Auguste en danger de perdre son trône. Il s'agissait principalement d'une révolte de la petite noblesse contre le roi ; des magnats importants comme le hetman lituanien Ludwik Pociej (un ami de Pierre le Grand) tentant au contraire de jouer un rôle de médiateur. Bien que les troupes saxonnes soient restées victorieuses dans toutes les grandes batailles, elles ne parvinrent pas à mettre fin au soulèvement, de sorte que l'argent commença à manquer. Le roi Auguste II accepta la médiation du tsar et n'obtint qu'un succès partiel lors de la paix de Varsovie en 1716 et de la Diète silencieuse en 1717. L'armée saxonne dut quitter le pays.

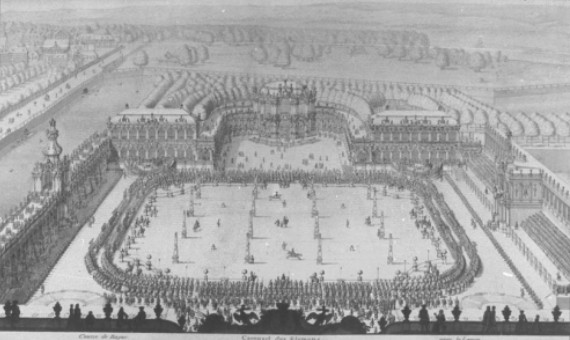
Le mariage d'Auguste III en 1719.

Après 1716, le gouvernement d'Auguste II commença à se stabiliser en Pologne, ce qui permit de procéder à quelques réformes, sans cependant le moindre espoir de pouvoir introduire l'absolutisme en Pologne. Plusieurs diètes impériales furent abandonnées et le roi Auguste II tenta sans succès d'obtenir la succession de son fils comme prochain roi de Pologne. Au moins, la Pologne se remit-elle économiquement des effets de la Grande Guerre du Nord dans les années 1720. La noblesse féodale développa une production économique intensive et les échanges de marchandises entre la Pologne et la Saxe, encouragés notamment par la tenue de la Foire de Leipzig et facilités par les accords douaniers, s'intensifièrent. Les matières premières venaient surtout de Pologne et les produits finis de Saxe. la construction de palais, de parcs et de nombreuses nouvelles églises montraient que la Pologne avait encore des ressources. Mais cette république aristocratique, constamment en proie à des blocages internes et à des luttes de pouvoir, manquait de volonté et de cohérence pour savoir en tirer parti. En Pologne, il était impossible de mettre en œuvre une politique économique et financière centralisée, une grande partie des impôts (jusqu'à 20 %) restant bloqués dans le système de collecte, tandis la pensée mercantiliste se limitait à l'intérêt personnel des familles de magnats.
Des routes postales permanentes reliant Dresde à Poznań, Toruń et Varsovie furent établies sous Auguste II le Fort.

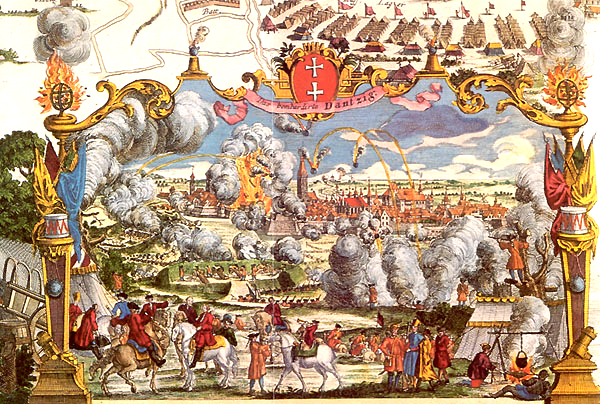
Le Siège de Dantzig (1734).

En plus du long et frustrant travail de réforme de la Pologne-Lituanie, la consolidation permanente du pouvoir des Wettin en Pologne joua un rôle important dans la politique d'Auguste II. Un premier pas dans cette direction fut franchi en 1733 lorsque l'électeur Frédéric-Auguste II, fils d'Auguste II, fut élu roi de Pologne — avec le soutien de l'Autriche et de la Russie ainsi bien entendu que les pots-de-vin habituels contre le candidat de la Suède et de la France, Stanisław Leszczyński. Cette élection déclencha la guerre de Succession de Pologne. Frédéric-Auguste II fut couronné roi de Pologne sous le nom d'Auguste III de Pologne le 17 janvier 1734, ce que confirma le Traité de Vienne (1738). Dans ce contexte, le roi et son premier ministre Heinrich von Brühl espéraient pouvoir contrôler la Pologne grâce au « système ministériel » de magnats fidèles à la Saxe (qui étaient placés à des postes clés) et tentaient de relier politiquement les deux pays. Pendant la guerre de Sept Ans, ils obtinrent même le consentement de leurs trois alliés pour une nouvelle candidature des Saxons à la couronne de Pologne, mais les succès ne durèrent pas.
En Saxe, après la chute d'Aleksander Józef Sułkowski, Heinrich von Brühl dirige le gouvernement de 1738 à 1756 et devient officiellement Premier ministre en 1746. Il est un diplomate efficace et consolide l'administration, mais sa politique financière lui vaut de vertes critiques au parlement en 1749. Cependant, malgré même les mesures financières impitoyables de Brühl, l'électorat de Saxe se dirigeait vers la crise économique. L'économie était endommagée, l'armée saxonne, déjà trop petite, dut être désarmée, et une partie importante des impôts dut être engagée. La pression s'exerça également de l'extérieur, car les exportations saxonnes étaient gravement entravées par la politique douanière prussienne de l'époque.

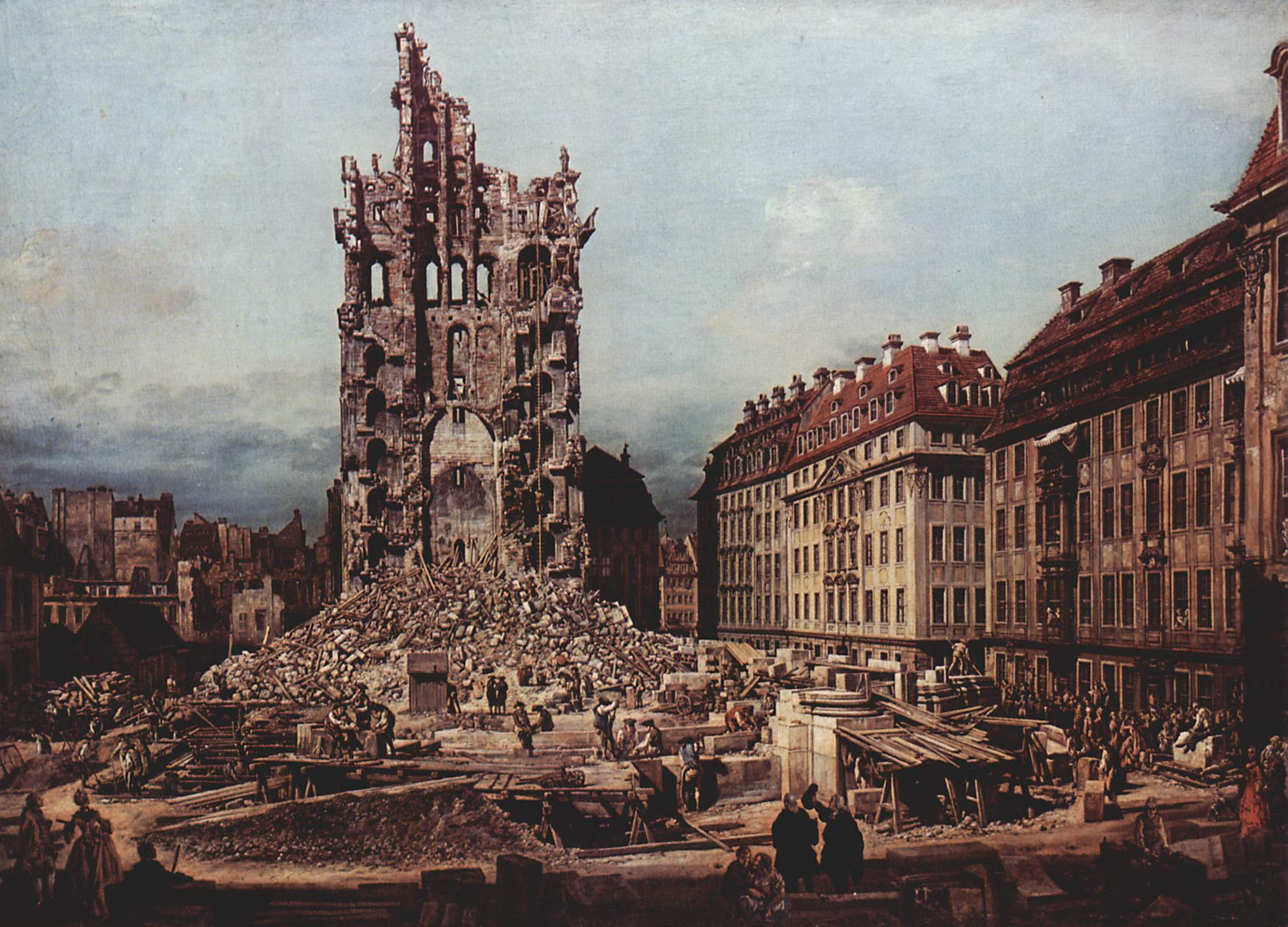
La Kreuzkirche de Dresde en ruines après la guerre de Sept ans (tableau de Canaletto).

Mais c'est la guerre de Sept Ans qui provoqua l'effondrement de la Saxe en 1756. L'armée saxonne, trop faible et trop peu nombreuse, capitula sans combattre à Lilienstein sous le commandement du comte Rutowski. La cour de Saxe se déplaça à Varsovie, où elle resta dans une relative impuissance politique jusqu'à la fin de la guerre. L'électorat de Saxe, administré provisoirement par le royaume de Prusse et quelques ministres du cabinet, devint un théâtre de guerre et souffrit grandement des destructions. Lorsque la guerre de Sept Ans prit fin avec la paix de Hubertusbourg en 1763, l'électorat de Saxe, qui avait été jusque-là assez prospère, fut ruiné. La Saxe n'eut également aucune influence sur l'attribution de la couronne polonaise : la Pologne-Lituanie était plus que jamais sous l'hégémonie russe ; Stanislas II (Stanislas Auguste Poniatowski) fut nommé roi par l'impératrice Catherine la Grande, mettant ainsi effectivement fin à l'union personnelle entre la Saxe et la Pologne.

## Bilan
La domination saxonne sur la Pologne resta lâche, de sorte que la séparation de la Pologne et de la Saxe en 1763 ne détruisit pas les structures communes aux deux pays qui s'y étaient péniblement développé — ce malgré les tentatives d'élargir l'union personnelle saxonne-polonaise à une véritable union étatique. En Pologne, l'on envisagea d'établir une monarchie héréditaire ayant une succession saxonne. Mais ces efforts ne menèrent à rien. L'électorat de Saxe avait manifestement dépassé ses limites malgré la gloire supplémentaire que lui apportait la couronne polonaise. L'économie, l'administration et l'armée stagnèrent en raison des charges supplémentaires causées par les énormes dépenses dans les domaines de l'art et de la représentation. Une politique économique cohérente faisait défaut. L'aménagement du territoire et l'amélioration de l'agriculture furent également négligés en Saxe. La Saxe était également à la traîne par rapport aux puissances voisines pour le développement de son armée.
Avec la conversion d'Auguste au catholicisme, la Saxe perdit son rôle de premier plan parmi les États impériaux protestants au profit du Brandebourg-Prusse. Auguste renonça cependant à l'instrument du cujus regio, ejus religio, qui lui aurait permis de re-catholiser la Saxe ou du moins d'émanciper la religion catholique. Il assura au contraire ses sujets saxons, par le décret d'assurance religieuse de 1697 (renouvelé par son fils en 1734), que sa conversion au catholicisme n'aurait aucune conséquence pour eux. Néanmoins, ce changement de foi du souverain, qui n'eut lieu que par calcul politique, lui aliéna ses sujets protestants.
L'« aventure polonaise » de leur souverain a coûté cher aux Saxons. D'énormes sommes d'argent provenant du trésor public saxon ont été versées à la noblesse polonaise et aux dignitaires de l'Église polonaise (environ 39 millions de Reichstaler sous le règne d'Auguste II). Le roi Auguste II a même vendu à cette fin des terres et des droits saxons non négligeables.
En Pologne, la mémoire de cette « époque saxonne » est négative. L'on se souvient de son ambiance décadente, qui est devenue un symbole de la culture aristocratique sarmate tardive, avec ses fêtes somptueuses et le manque de sens des responsabilités de la majorité des magnats envers leur propre État. Les noms du jardin saxon et du palais saxon de Varsovie sont une réminiscence de cette époque toujours présente dans le paysage urbain de la ville. L'affaiblissement de la Rzeczpospolita durant cette période anticipe les partages de la Pologne, qui auront lieu quelques décennies plus tard.
Les Saxons ont une image plus nuancée de l'« époque d'Auguste », durant laquelle la Saxe était l'une des puissances les plus importantes d'Europe. Le baroque dresdien atteignit son apogée, et les collections d'art de Dresde prirent une importance européenne. Cette période faste est considérée comme prenant fin avec la conclusion du traité de Dresde en 1745 ou la fin de la guerre de Sept Ans en 1763, qui coïncida presque avec la mort du roi Auguste III et donc la fin de l'union personnelle saxonne-polonaise.
L'union entraîna une intensification des contacts entre Polonais et Sorabes, coïncidant avec le début du renouveau national sorabe et l'émergence de leur résistance à la germanisation. Des dignitaires polonais traversèrent la Lusace sur leur route entre Dresde et Varsovie, rencontrant des Sorabes, et certains nobles polonais possédaient des domaines en Lusace. Des étudiants polonais et sorabes établirent des contacts à l'université de Leipzig, et les étudiants polonais inspirèrent les activités de leurs homologues sorabes.

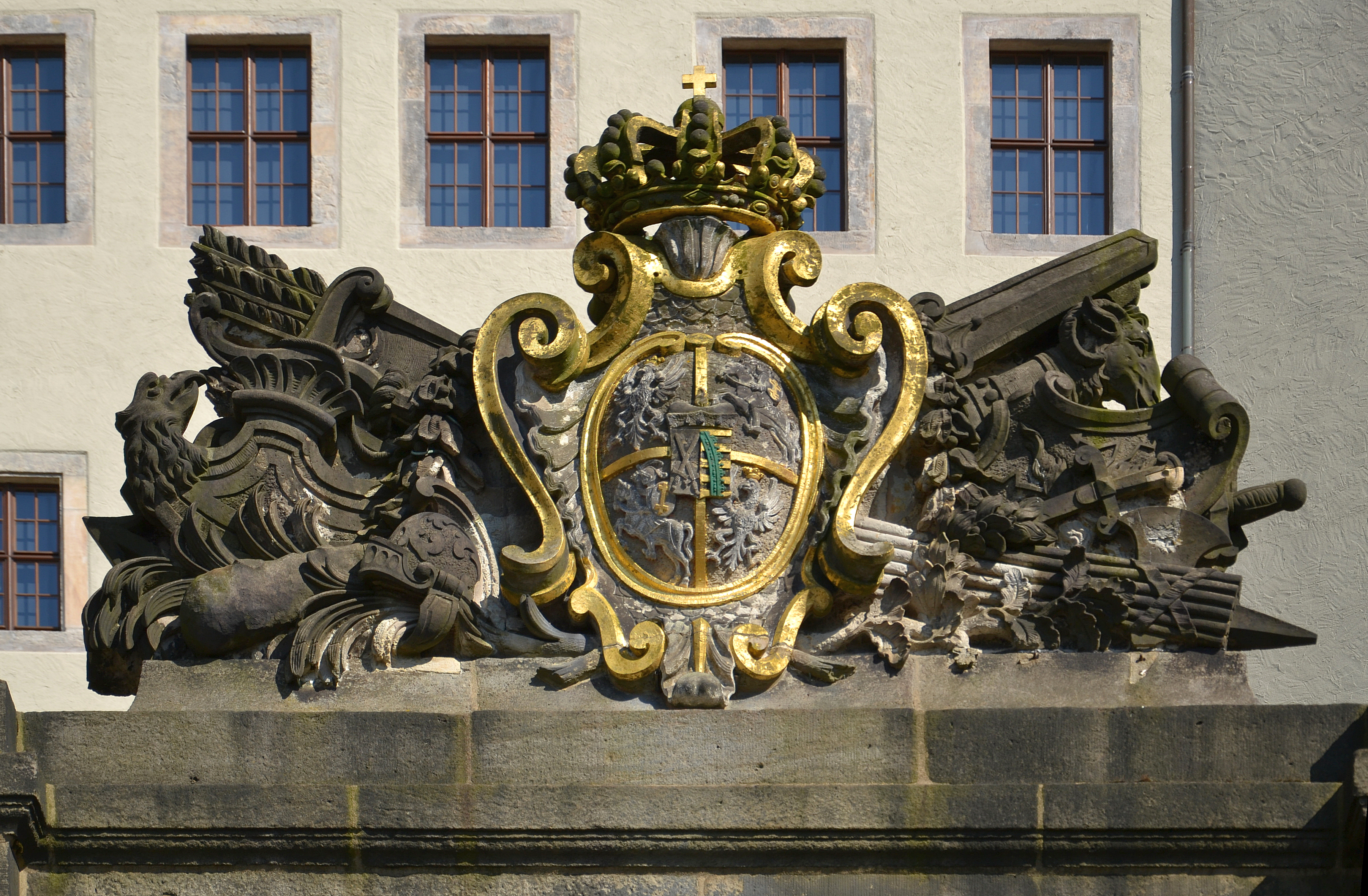
Armoiries polono-saxonnes sur la forteresse de Königstein.

De nombreux monuments en Saxe, dont le Zwinger, la cathédrale de Dresde, le Palais Japonais, le château de Moritzburg et la forteresse de Königstein, sont décorés des armoiries de la Pologne-Saxe. Les bornes milliaires du XVIIIe siècle décorées des armoiries de la Pologne et de la Saxe ainsi que des monogrammes royaux polonais, situées dans différentes villes de l'Allemagne de l'Est et du sud-ouest de la Pologne, sont également un vestige caractéristique de cette époque.

## Après-coup, conséquences
La Constitution du 3 mai 1791, adoptée par la Diète à la suite du premier partage de la Pologne, stipulait que « l'électeur de Saxe au pouvoir devait régner en Pologne ». Cependant, l'électeur Frédéric-Auguste III, en raison de la situation politique, renonça à la couronne polonaise.
En 1793, les préparatifs de l'insurrection faisant suite au deuxième partage de la Pologne furent initiés par Tadeusz Kościuszko depuis Dresde.
Grâce à l'action de Napoléon, l'électorat saxon devint un royaume en 1806, et Frédéric-Auguste Ier fut également nommé duc de Varsovie en 1807. La constitution édictée par Napoléon pour le duché de Varsovie liait héréditairement le pays à la famille royale saxonne ; cependant, cette union polono-saxonne renouvelée prit fin en même temps que l'aventure napoléonienne en 1815.
Après l'échec de l'insurrection de novembre 1830, de nombreux réfugiés et émigrants polonais arrivèrent en Saxe ; leurs tombes se trouvent encore aujourd'hui dans le vieux cimetière catholique de Dresde, fondé par Auguste II le Fort. La Saxe accepta volontiers les réfugiés. Parmi eux figuraient l'élite artistique et politique du pays, comme le compositeur Frédéric Chopin, le héros de guerre Józef Bem, et l'écrivain Adam Mickiewicz, qui écrivit d'ailleurs à Dresde l'une de ses plus grandes œuvres, Les Ancêtres, partie III. Le poète et activiste Wawrzyniec Benzelstjerna Engeström fonda le journal polonais Notatki Drezdeńskie à Dresde. Pendant les divers soulèvements polonais contre les dominations russe, prussienne et autrichienne qui eurent lieu entre 1830 et 1863, des prières pour une victoire polonaise furent organisées publiquement à Dresde.
Les communautés polonaises de Dresde et de Leipzig restèrent actives jusque dans les années 1930. Les services religieux en langue polonaise à Dresde n'ont été interdits qu'en 1932. Lors de l'invasion allemande de la Pologne, qui a déclenché la Seconde Guerre mondiale, les nazis ont procédé à des arrestations massives d'activistes polonais dans les deux villes
.